# ETV2
ETV2 (est. ETV kaks) – drugi kanał estońskiego nadawcy publicznego Eesti Rahvusringhääling, który rozpoczął nadawanie 8 sierpnia 2008 roku.
Kanał skupia się głównie na dostarczaniu programów dla dzieci.